# Верона (провинция)
Веро́на (итал. Provincia di Verona, вен. Provincia de Verona) — провинция в Италии, в области Венето, с центром в одноимённом городе.

## География
Площадь провинции составляет 3109 км² и население около 0.9 миллиона человек (на 2005 год). Состоит из 98 коммун. Рельеф северной частьи провинции — гористый, здесь находится самый большой в Европе природный мост Ponte di Veja. Через провинцию протекают реки Тартаро и Адидже. В провинции располагается винодельческий субрегион Вальполичелла.

## История
В Вероне происходит действие пьесы Шекспира «Ромео и Джульетта» и некоторые сцены из его же пьесы «Два веронца». Современная провинция образована в 1805 году во время правления Наполеона Бонапарта.

## Палеоантропология и палеогенетика
- В Рипаро ди Меззена (Mezzena Rockshelter) найдены, предположительно, останки гибрида неандертальца и Homo sapiens, жившего около 35 тыс. лет назад. Кости были найдены в гроте Рипаро Меццена в 1957 году в слое шарантского мустье. Анализ митохондриальной ДНК показал, что это кости неандертальца. Однако, челюсть из Меццены имеет подбородочный выступ, а параметры кости идеально вписывается в размах изменчивости верхнепалеолитических Homo sapiens[4][5][6].
- У эпиграветтского образца Tagliente 2 из карстового навеса Рипаро Тальенте (коммуна Греццана) определена Y-хромосомная гаплогруппа I2 и базальная митохондриальная гаплогруппа U4'9 (U2′3′4’7’8’9). Этот человек, поражённый очаговой дисплазией, генетически связан с кластером Виллабруна (Villabruna Cluster)[7].